# Coppa Maifredi 1962

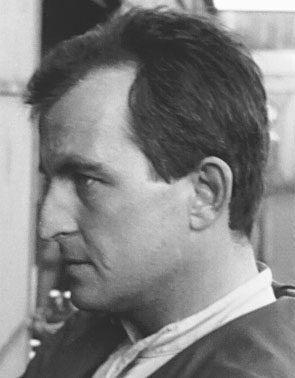
Siegte nach 2:35:45,700 Stunden Fahrzeit; Ludovico Scarfiotti

Die zwölfte Coppa Maifredi, auch XII. Circuito del Garda, Coppa Maifredi, war ein GT-Rennen das am 1. Mai 1962 auf dem Circuito del Garda ausgefahren wurde. Gleichzeitig war das Rennen der vierte Lauf zur Sportwagen-Weltmeisterschaft dieses Jahres.

## Das Rennen
Mit der Coppa Maifredi fand die Sportwagen-Weltmeisterschaft 1962 in Europa ihre Fortsetzung. Die ersten drei Wertungsläufe dieses Jahres waren in den Vereinigten Staaten ausgefahren worden. Beim Rennen am Gardasee waren ausschließlich Rennfahrzeuge der Marke Abarth gemeldet und am Start. Die Veranstaltung endete mit einem Sieg von Ludovico Scarfiotti vor Innes Ireland und Jean Guichet.

## Ergebnisse

### Schlussklassement
| 1               | GT 1.0 | 56  | Abarth | Ludovico Scarfiotti              | Fiat-Abarth 1000 | 19 |
| 2               | GT 1.0 | 52  | Abarth | Innes Ireland                    | Fiat-Abarth 1000 | 19 |
| 3               | GT 1.0 | 76  |        | Jean Guichet                     | Fiat-Abarth 1000 | 19 |
| 4               | GT 1.0 | 64  | Abarth | Oddone Sigala                    | Fiat-Abarth 1000 | 19 |
| 5               | GT 1.0 | 82  |        | Arduino Becchetti                | Fiat-Abarth 1000 | 18 |
| 6               | GT 700 | 106 |        | Gianni Lado                      | Fiat-Abarth 700  | 18 |
| 7               | GT 700 | 104 |        | Sandro Bonomi                    | Fiat-Abarth 700  | 18 |
| 8               | GT 1.0 | 74  |        | Ermano Gonella                   | Fiat-Abarth 1000 | 17 |
| 9               | GT 700 | 102 |        | Achille Minen                    | Fiat-Abarth 700  | 17 |
| 10              | GT 700 | 100 |        | Nanni Galli Ada Pace             | Fiat-Abarth 700  | 17 |
| 11              | GT 700 | 96  |        | Domenico Ogna                    | Fiat-Abarth 700  | 14 |
| Ausgefallen     |        |     |        |                                  |                  |    |
| 12              | GT 1.0 | 54  |        | Alfonso Thiele                   | Fiat-Abarth 1000 | 13 |
| 13              | GT 1.0 | 66  |        | Rino Scotti Gianfranco Rovetto   | Fiat-Abarth 1000 |    |
| 14              | GT 700 | 85  |        | Fulvio Sestilli                  | Fiat-Abarth 700  |    |
| 15              | GT 700 | 90  |        | Flavio Sapia                     | Fiat-Abarth 700  |    |
| 16              | GT 700 | 92  | Abarth | Giovanni Pessina                 | Fiat-Abarth 700  |    |
| Nicht gestartet |        |     |        |                                  |                  |    |
| 17              | GT 700 | 68  |        | Giancarlo Sala Giampiero Moretti | Fiat-Abarth 700  | 1  |

1 nicht gestartet

### Nur in der Meldeliste
Hier finden sich Teams, Fahrer und Fahrzeuge, die ursprünglich für das Rennen gemeldet waren, aber aus den unterschiedlichsten Gründen daran nicht teilnahmen.
| Pos. | Klasse | Nr. | Team | Fahrer           | Chassis          |
| ---- | ------ | --- | ---- | ---------------- | ---------------- |
| 18   | GT 1.0 | 50  |      | Stirling Moss    | Fiat-Abarth 1000 |
| 19   | GT 1.0 | 58  |      | René Richard     | Fiat-Abarth 1000 |
| 20   | GT 1.0 | 60  |      | Umberto Bini     | Fiat-Abarth 1000 |
| 21   | GT 1.0 | 62  |      | Lanzo Cussini    | Fiat-Abarth 1000 |
| 22   | GT 1.0 | 68  |      |                  | Fiat-Abarth 1000 |
| 23   | GT 1.0 | 70  |      | Claude Dubois    | Fiat-Abarth 1000 |
| 24   | GT 1.0 | 72  |      |                  | Fiat-Abarth 1000 |
| 25   | GT 1.0 | 78  |      | Dario Fischer    | Fiat-Abarth 1000 |
| 26   | GT 1.0 | 80  |      | Vittorio Venturi | Fiat-Abarth 1000 |
| 27   | GT 700 | 84  |      | Anzio Zucchi     | Fiat-Abarth 700  |
| 28   | GT 700 | 94  |      | G. R.            | Fiat-Abarth 700  |
| 29   | GT 700 | 98  |      | Gianni Lado      | Fiat-Abarth 700  |

### Klassensieger
| Klasse | Fahrer              | Fahrzeug         | Platzierung im Gesamtklassement |
| ------ | ------------------- | ---------------- | ------------------------------- |
| GT 1.0 | Ludovico Scarfiotti | Fiat-Abarth 1000 | Gesamtsieg                      |
| GT 700 | Gianni Lado         | Fiat-Abarth 700  | Rang 6                          |

### Renndaten
- Gemeldet: 29
- Gestartet: 16
- Gewertet: 11
- Rennklassen: 2
- Zuschauer: unbekannt
- Wetter am Renntag: warm und trocken
- Streckenlänge: 16,400 km
- Fahrzeit des Siegerteams: 2:35:45,700 Stunden
- Gesamtrunden des Siegerteams: 19
- Gesamtdistanz des Siegerteams: 311,600 km
- Siegerschnitt: 120,030 km/h
- Pole Position: Innes Ireland – Fiat-Abarth 1000 (#52) – 7:52,100 = 125,058 km/h
- Schnellste Rennrunde: Innes Ireland – Fiat-Abarth 1000 (#52) 7:59,100 = 123,231 km/h
- Rennserie: 4. Lauf zur Sportwagen-Weltmeisterschaft 1962